# Jeanne Leleu
Pour les articles homonymes, voir Leleu.
Jeanne Leleu, née à Saint-Mihiel (Meuse) le 29 décembre 1898 et morte à Paris le 11 mars 1979, est une pianiste et compositrice française.

## Biographie
Née le 29 décembre 1898 à Saint-Mihiel, autrefois riche capitale du duché de Bar, d’un père chef de musique militaire et d’une mère professeur de piano, Jeanne Leleu est dès sa plus tendre enfance initiée à la musique,,.
Après un passage au Conservatoire de Rennes où elle étudie notamment avec la pianiste et compositrice Halina Krzyżanowska, elle entre au Conservatoire national supérieur de musique et de danse de Paris à l'âge de neuf ans,,. Elle reste dans cet établissement, placé sous la direction de Fauré à cette époque, durant treize ans.
Jeanne Leleu a pour professeurs Marguerite Long et Alfred Cortot (piano), Auguste Chapuis (harmonie), Georges Caussade (contrepoint et fugue) et Charles-Marie Widor (composition),,.
Prodige du piano, elle se produit en soliste dès son plus jeune âge. Elle crée le 20 avril 1910 (elle n'a pas encore douze ans) la première version de Ma Mère l'Oye, une pièce enfantine pour piano à quatre mains de Maurice Ravel, avec Geneviève Durony,. Le compositeur la rend un peu plus tard, en 1913, dédicataire de son Prélude pour le concours de piano du Conservatoire de Paris (morceau de déchiffrage, Durand), lui écrivant : « Continuez à jouer ainsi, pour vous seule, et sans vous occuper du public. C'est d'ailleurs le plus sûr moyen d'obtenir sa faveur. ». Elle interprète la pièce lors de sa création le 23 juin 1913 au conservatoire de Paris.
Ralentie par la Première Guerre mondiale, sa carrière s'oriente peu à peu vers la composition. En 1923, elle est Premier Grand Prix de Rome de composition musicale pour sa cantate Béatrix, soit un an après la composition de son Quatuor pour piano et cordes, pour lequel elle avait reçu le prix de composition. En janvier 1924, elle s'installe à la Villa Médicis et y reste pensionnaire quatre ans avant de rentrer à Paris,.
Jeanne Leleu n’a pas cessé de composer sa vie durant. Ses compositions sont variées : œuvres pour instruments à vent, piano, cordes, mélodies, suites symphoniques, ballets et musique de scène. Ses œuvres connaissent un succès retentissant si l'on en croit la presse de l'époque et sont de nombreuses fois radiodiffusées. Elle reçoit plusieurs commandes d'État et de la radio.
Elle enseigne à la Schola Cantorum et à l'École Normale de Musique dans les années 1930 puis devient directrice de la musique dans les Maisons d'éducation de la Légion d'honneur de 1937 à 1948. En 1947, elle est nommée professeur de déchiffrage au Conservatoire de Paris puis professeur d'harmonie de 1952 à 1967,.
Atteinte d'une maladie neurodégénérative depuis le début des années 1960, Jeanne Leleu cesse peu à peu de jouer en concert et de défendre ses compositions. Cette grande dame de la musique méconnue du grand public meurt à Paris le 11 mars 1979,,.
Selon Marc Honegger, « sa musique se recommande par sa sensibilité, sa fraîcheur et sa grâce ».

## Œuvres
Parmi ses compositions, figurent notamment :
- Quatuor pour piano et cordes (Heugel), 1922[1],[16] ;
- Béatrix, cantate, 1923[1],[16] ;
- Cortège d'Orphée, pour soli, chœurs et orchestre[16],[5] ;
- Six sonnets de Michel-Ange pour voix et orchestre, ou piano (1924)[16] ;
- Esquisses italiennes, pour orchestre (Leduc), 1926[1],[16] ;
- En Italie, pour piano (1926) ;
- Par les rues éclatantes, pour piano ou orchestre (1926) ;
- Suite symphonique pour instruments à vent (Leduc), 1926[1],[16] ;
- Deux danses (Nocturne et Rustique) pour orchestre (Heugel), 1927[1],[16] ;
- Le Cyclope, musique de scène pour le drame satirique Euripide (1928)[1],[16] ;
- Fronton antique pour orchestre (1928) ;
- Transparences pour orchestre (Leduc), 1931[1], suite symphonique en trois parties créée par Walter Straram en 1933 et reprise par Philippe Gaubert aux Concerts du Conservatoire en 1935, qualifiée par Florent Schmitt de « merveilles de fraîcheur, de finesse et de grâce »[17] ;
- Croquis de théatre, suite pour orchestre (1932)[16], création aux Concerts Colonne le 5 novembre 1932 sous la direction de Paul Paray[17] ;
- Sonate pour piano (1932)[18] ;
- Concerto pour piano et orchestre (1935)[1],[18], créé en 1937 aux Concerts Lamoureux sous la direction d'Eugène Bigot avec la compositrice au piano[17];
- Pièces en trio, pour harpe, basson et flûte (vers 1939) ;
- Suite d'orchestre pour un jour d'été[18] , créée par l'Orchestre national à Rennes en décembre 1939 sous la direction d'Eugène Bigot[16] ;
- Un jour d'été, ballet (1940)[1],[18], représenté à l'Opéra Comique en 1940 avec une chorégraphie de Tcherkas et avec des décors de Marie Laurencin[16] ;
- Femmes, suite pour orchestre (1947)[1],[18] ;
- Suite cambodgienne, pour orchestre et piano (1947) ;
- Nautéos, ballet (Lemoine), 1947[1],[18], créé le 26 avril 1947 au théâtre de Monte-Carlo sur un argument de René Dumesnil et une chorégraphie de Serge Lifar, sous la direction d'Henri Tomasi[16];
- Virevoltes, suite pour orchestre (1950)[1],[18] ;
- Danse nostalgique pour saxophone alto et piano (Lemoine, 1956)[18].

## Distinctions
- Premier Grand Prix de Rome de composition en 1923[1],[2] (elle est la 3e femme à obtenir ce Premier Grand Prix de Rome, après Lili Boulanger et Marguerite Canal[19]) ;
- Prix Georges Bizet[2] et prix Monbinne[1].

## Discographie
- Jeanne Leleu, une consécration éclatante, volume 1, musique de chambre et mélodies, La Boîte à Pépites, janvier 2024[20].

## Documents d'archives
- Lettres, dans divers fonds, notamment à la Bibliothèque musicale La Grange-Fleuret
- Dossier de professeur du Conservatoire national supérieur de musique et de danse de Paris
- Dossier d'artiste à la Bibliothèque-musée de l'Opéra